# 케이티 파이퍼
케이티 파이퍼(Katie Piper, 1983년 10월 12일 ~ )는 잉글랜드의 자선가, 작가, 배우, 모델이다.